# Đệ Nhất Cộng hòa (Việt Nam Cộng hòa)
Đệ Nhất Cộng hòa (1955–1963), còn được gọi là Chính quyền Ngô Đình Diệm, là chính thể của Việt Nam Cộng hòa được thành lập sau cuộc Trưng cầu dân ý năm 1955 ở miền Nam Việt Nam. Bằng cuộc trưng cầu dân ý phế truất Bảo Đại, thủ tướng Ngô Đình Diệm thay thế Bảo Đại làm Quốc trưởng. Sau đó Quốc trưởng Ngô Đình Diệm tổ chức bầu Quốc hội Lập hiến cho Quốc gia Việt Nam. Quốc hội này ban hành Hiến pháp đổi tên Quốc gia Việt Nam thành Việt Nam Cộng hòa. Người đứng đầu Việt Nam Cộng hòa là Tổng thống Ngô Đình Diệm và Đảng Cần lao Nhân vị với lập trường chống Cộng sản. Ngày Quốc hội Lập hiến chính thức ban hành Hiến pháp (26 tháng 10 năm 1956) được xem là ngày quốc khánh của nền cộng hòa. Được sự hậu thuẫn của Mỹ và các nước phương Tây, nền Đệ Nhất Cộng hòa đã thành công trong việc thống nhất quyền lực, buộc các lực lượng vũ trang giáo phái Cao Đài, Hòa Hảo giải tán hoặc gia nhập vào quân đội chính phủ và tiêu diệt nhóm Bình Xuyên.
Nền Đệ Nhất Cộng hòa chấm dứt với cuộc đảo chính năm 1963 do Mỹ hậu thuẫn và Tổng thống Ngô Đình Diệm bị ám sát. Khái niệm "Đệ Nhất Cộng hòa" chỉ xuất hiện sau năm 1967 khi nền Cộng hòa thứ nhì được thành lập, tức Đệ Nhị Cộng hòa (1967–1975).

## Bối cảnh
Sau Thế chiến thứ II, hình thức nhà nước tự trị dưới sự bảo hộ của các đế quốc phương Tây tồn tại phổ biến trên thế giới theo tinh thần của Hiến chương Đại Tây Dương về việc khôi phục lại chủ quyền và chính phủ tự trị của các quốc gia thuộc địa đã được các nước Đồng Minh cam kết ủng hộ. Đây là bước chuyển tiếp để các nước thuộc địa giành được độc lập hoàn toàn. Thành lập giữa năm 1949, chính thể Quốc gia Việt Nam tuy được hình thành từ nhiều phe phái theo chủ nghĩa quốc gia chống Cộng, nhưng vẫn mang hơi hướng một chính thể quân chủ chuyên chế do chưa có Hiến pháp và Quốc hội với Quốc trưởng là cựu hoàng Bảo Đại (tương tự nhà nước Lào và Campuchia được công nhận ngay sau đó), trong khi đó, Pháp vẫn giữ quyền kiểm soát tài chính, thương mại và chính sách đối ngoại và quân sự của Quốc gia Việt Nam. Mục đích của người Pháp là lôi kéo các phe phái chống Cộng theo chủ nghĩa quốc gia chống lại ưu thế lãnh đạo phong trào dân tộc của Mặt trận Việt Minh, mà trên thực tế do những người Cộng sản nắm giữ. Tuy nhiên, những người theo chủ nghĩa quốc gia nhanh chóng vỡ mộng khi nhận rõ thực tế là quyền độc lập mà người Pháp hứa trao trả cho họ để đổi lấy sự hợp tác chống Việt Minh, thực tế chỉ là lời hứa suông và hoặc thực hiện một cách nhỏ giọt với thời hạn là vô chừng.
Quân đội Liên hiệp Pháp tại Việt Nam nhanh chóng đánh mất ưu thế trước phong trào giành độc lập của Việt Minh. Những người theo chủ nghĩa quốc gia phải tìm đến sự hỗ trợ của một đồng minh mới: người Mỹ, vốn đang lo ngại về một sự thắng thế của Chủ nghĩa Cộng sản và một viễn cảnh đen tối được vẽ nên bởi Chủ nghĩa McCarthy.

## Trấn áp các lực lượng đối lập
Đụng độ giữa Quân đội Quốc gia Việt Nam và lực lượng Bình Xuyên bắt đầu từ đầu năm 1955 trong những trận xung đột vũ trang dữ dội ngay giữa Sài Gòn ngay từ khi Ngô Đình Diệm còn là thủ tướng. Chính những tranh chấp giữa chính phủ và các nhóm quân giáo phái là một động lực khai sinh nền Đệ Nhất Cộng hòa.
Nguyên là quân giáo phái vì đã có sẵn lực lượng vũ trang nên không chịu nhượng quyền cho chính phủ trung ương. Những lực lượng vũ trang này còn được sự hậu thuẫn của người Pháp, chưa thật lòng trao quyền lại cho chính phủ Quốc gia Việt Nam. Vào Tháng Hai năm 1955 khi Pháp ngưng mọi chi viện cho lực lượng quân sự của hai giáo phái Cao Đài và Hòa Hảo thì hai nhóm này đòi chính phủ Ngô Đình Diệm phải chi viện. Thủ tướng Diệm từ chối. Quân đội Cao Đài và Hòa Hảo từ đó liên kết với nhóm Bình Xuyên, vốn có lập trường chống lại chính phủ, lập ra Mặt trận Thống nhất Toàn lực Quốc gia. Tổ chức này đòi quyền tham chính, ra tối hậu thư ngày 21 tháng 3 ép Thủ tướng Diệm phải thay đổi nội các trong vòng năm ngày, tức là trước ngày 26 tháng 3. Đại diện Cao Đài là Phạm Công Tắc; đại diện Hòa Hảo là Lê Quang Vinh, Lâm Thành Nguyên và Trần Văn Soái; và đại diện Bình Xuyên là Lê Văn Viễn cùng ký tên. Cũng vào Tháng 3, quân Bình Xuyên tấn công Bộ Tổng tham mưu rồi pháo kích Dinh Độc Lập. Quân chính phủ phản công bằng cách vây đánh Tổng nha Cảnh sát trên đại lộ Trần Hưng Đạo (Galliéni cũ) do Lại Văn Sang người của Bình Xuyên làm Tổng Giám đốc, đồng thời cầm đầu lực lượng Công an Xung phong. Thủ tướng Diệm phải cho triệu hồi Đại tá Dương Văn Minh về Sài Gòn để chỉ huy quân đội chống lại quân ly khai.
Ngày 26 tháng 4 năm 1955, Thủ tướng Diệm ra lệnh cách chức Tổng Giám đốc Cảnh sát Quốc gia của Lại Văn Sang và cử đại tá Nguyễn Ngọc Lễ vào thay thế nhưng Sang không tuân lệnh. Sang đòi phải có lệnh của Quốc trưởng Bảo Đại mới tuân thủ. Quân Bình Xuyên lại mở cuộc tấn công vào thành Cộng Hòa trưa ngày 27 và kêu gọi Quốc trưởng Bảo Đại can thiệp. Bảo Đại ra lệnh đòi Thủ tướng Diệm sang Pháp hội kiến nhưng bị Diệm bác bỏ. Rạng ngày 30 tháng 4 sau một cuộc giao tranh lớn gây hỏa hoạn ở khu Nancy và Chợ Quán khiến 20.000 người phải sơ tán thì chính phủ kiểm soát được các cửa ngõ vào đô thành như cầu Chữ Y và cầu Tân Thuận, Khánh Hội khiến quân Bình Xuyên phải triệt thoái khỏi Sài Gòn, Chợ Lớn. Tổng kết bên chính phủ có 150 lính bị thương, hơn 20 tử vong; bên Bình Xuyên chết 100 người, 400 bị thương. Sang tháng 5 thì nhóm chỉ huy Bình Xuyên gồm hai anh em Lại Hữu Tài, Lại Văn Sang và Lê Văn Viễn (thường gọi là Bảy Viễn) phải rút về Rừng Sát vì bị tướng Trình Minh Thế truy nã gắt gao. Đến cuối năm 1955 sau Chiến dịch Hoàng Diệu thì lực lượng Bình Xuyên hoàn toàn tan rã. Bảy Viễn chạy thoát được sang Campuchia rồi lưu vong sang Pháp.
Cũng năm 1955 chính phủ mở cuộc càn quét dẹp lực lượng vũ trang Hòa Hảo trong Chiến dịch Đinh Tiên Hoàng đánh vào Cái Vồn và Thốt Nốt. Ngày 5 tháng 6, chỉ huy lực lượng Hòa Hảo là tướng Nguyễn Giác Ngộ ra đầu hàng nhưng Lê Quang Vinh (tục danh Ba Cụt) thì cầm cự đến 1956 mới bị bắt ở Chắc Cà Đao và đem xử tử. Trần Văn Soái (Năm Lửa) phải bỏ chạy sang Campuchia. Từ đó lực lượng vũ trang Hòa Hảo mới tan hẳn.
Đối với quân đội Cao Đài do hai tướng Trình Minh Thế và Nguyễn Thành Phương chỉ huy thì lực lượng này gia nhập Hội đồng Cách mạng ủng hộ Thủ tướng Diệm vào tháng 4 nên không có cuộc đụng độ giữa chính phủ và lực lượng Cao Đài. Riêng Hộ pháp Phạm Công Tắc phải lưu vong sang Cao Miên.

## Trưng cầu dân ý phế truất Quốc trưởng Bảo Đại

Vận động trưng cầu dân ý năm 1955 đưa Ngô Đình Diệm lên nắm quyền

Cuộc bỏ phiếu diễn ra vào ngày 23 tháng 10 năm 1955 với tổng số gần 6 triệu lá phiếu. 
| Lựa chọn             | Số phiếu  |
| -------------------- | --------- |
| Đồng ý truất Bảo Đại | 5.721.735 |
| Chống việc truất phế | 63.017    |
| Phiếu hỏng           | 44.105    |
Thủ tướng Ngô Đình Diệm đạt tỷ số tuyệt đối so với Quốc trưởng Bảo Đại nhưng cuộc trưng cầu dân ý xét ra có những sắp xếp gian lận.
Sau khi Bảo Đại bị truất, Ngô Đình Diệm thay thế Bảo Đại làm Quốc trưởng và tuyên bố "Quốc gia Việt Nam là một nước Cộng hòa" vào ngày 26 Tháng 10 năm 1955. Sang tháng 11 thì một Ủy ban Thảo hiến gồm 11 người bắt đầu việc sơ thảo một hiến pháp cho quốc gia mới.

## Chính phủ
Quốc gia Việt Nam thành lập năm 1947 nhưng trong một thời gian dài không có Hiến pháp lẫn Quốc hội. Chính vì thế Quốc trưởng Ngô Đình Diệm xúc tiến tổ chức bầu Quốc hội Lập hiến. Quốc hội này được bầu ra vào ngày 4 tháng 3 và khai mạc ngày 17 tháng 4 năm 1956 gồm 123 dân biểu để giúp soạn hiến pháp mới. Chủ tịch Quốc hội là Nguyễn Phương Thiệp. Tỷ số cử tri đầu phiếu là khoảng 80% với 405 ứng cử viên tham gia. Sau mấy lần thương nghị giữa Quốc hội và Quốc trưởng, bản hiến pháp đó được thông qua vào tháng 7 và ban hành ngày 26 tháng 10 năm 1956. Ngày này được nền Đệ Nhất Cộng hòa chọn là ngày Quốc khánh.

### Tổ chức

#### Hành pháp
Đứng đầu ngành hành pháp là tổng thống với nhiệm kỳ 5 năm. Ứng cử viên được ra tranh cử ba nhiệm kỳ liên tiếp. Hiệp trợ ngành hành pháp là Nội các gồm 14 bộ trưởng.
Sau khi làm lễ tuyên thệ chức Tổng thống nhiệm kỳ II trước Quốc hội vào ngày 28 tháng 5 năm 1961, Ngô Đình Diệm thành lập một chính phủ mới:
- Phó Tổng thống: Nguyễn Ngọc Thơ kiêm Bộ trưởng đặc nhiệm Phối hợp Phát triển Kinh tế
- Bộ trưởng Phụ tá Quốc phòng: Nguyễn Đình Thuần kiêm Bộ trưởng Phủ Tổng thống và Bộ trưởng đặc nhiệm Phối hợp An ninh
- Bộ Ngoại giao: Vũ Văn Mẫu
- Bộ Nội vụ: Bùi Văn Lương
- Bộ Tư pháp: Nguyễn Văn Lượng
- Bộ Giáo dục: Nguyễn Quang Trình
- Bộ Công dân vụ: Ngô Trọng Hiếu
- Bộ Kinh tế: Hoàng Khắc Thành
- Bộ Tài chánh: Nguyễn Lương
- Bộ Cải tiến Nông thôn: Trần Lệ Quang
- Bộ Y tế: Trần Đình Đệ
- Bộ Lao động: Huỳnh Hữu Nghĩa
- Bộ Giao thông Công chánh: Nguyễn Văn Dinh
- Bộ trưởng đặc nhiệm Văn hóa Xã hội: Trương Công Cửu

#### Lập pháp
Lập pháp có Quốc hội chỉ có một viện duy nhất gồm 123 dân biểu với nhiệm kỳ ba năm chọn theo từng đơn vị bầu cử. Một số ghế dành riêng cho các sắc tộc thiểu số như năm 1955 thì người Thượng có bốn ghế, đến năm 1959 thì giảm còn hai ghế.
Dân biểu và tổng thống được chọn bằng cách đầu phiếu kín và trực tiếp. Trương Vĩnh Lễ được bầu làm Chủ tịch Quốc hội còn Vũ Quốc Thông làm Phó Chủ tịch và Nguyễn Phương Thiệp làm Tổng Thư ký.
Phong trào Cách mạng Quốc gia chiếm 66 ghế, cộng thêm những đảng thân chính phủ thì khối này chiếm 101 ghế.
| Đảng phái                     | Số ghế |
| ----------------------------- | ------ |
| Phong trào Cách mạng Quốc gia | 66     |
| Tập đoàn Công dân Vụ          | 18     |
| Đảng Công nhân                | 10     |
| Phong trào Tranh thủ Tự do    | 7      |
| Đảng Dân chủ Xã hội (đối lập) | 2      |
| Đảng Đại Việt (đối lập)       | 1      |
| Độc lập (không liên kết)      | 19     |

Quốc hội nhóm họp tổng cộng ba khóa gồm đợt tuyển cử năm 1956, 1959, và 1963. Dân biểu đắc cử niên khóa 1963 chưa kịp chấp chính thì xảy ra cuộc đảo chính Tháng Mười Một và sau đó bị bãi nhiệm bởi nhóm tướng lãnh.

#### Tư pháp
Ngành tư pháp có Viện Bảo hiến để cân nhấc và duyệt xét những luật lệ ban hành để phù hợp với Hiến pháp. Còn về luật pháp nói chung thì cấp thấp nhất là tòa vi cảnh xử những vụ hộ luật với thiệt hại nhỏ. Cấp thứ nhì là tòa sơ thẩm và tòa hòa giải. Cấp thứ ba là tòa thượng thẩm và thứ tư là tòa đại hình và tòa Phúc thẩm (Cour de cassation). Tòa phúc thẩm được coi là pháp đình tối cao trong hệ thống tư pháp thời Đệ Nhất Cộng hòa.
Bên quân đội thì có toà án quân sự riêng.
Thời Đệ Nhất Cộng hoà có một tòa phúc thẩm ở Sài Gòn; hai toà thượng thẩm ở Huế và Sài Gòn. Các tỉnh thì mỗi tỉnh có toà hoà giải và những cấp thấp hơn.

### Quản lý địa phương
Ngay sau Hiệp định Genève, 1954 thì phía nam vĩ tuyến 17 có 32 tỉnh. Số tỉnh sau đó tăng lên khi chính phủ Đệ Nhất Cộng hòa tìm cách kiểm soát chặt chẽ nhưng kết quả không hữu hiệu.
Tổng thống bổ nhiệm tỉnh trưởng, thị trưởng và quận trưởng. Về sau chính phủ cũng cho quy định lại cách tổ chức hội đồng xã. Xã trưởng kể từ năm 1956 là do tỉnh trưởng bổ nhiệm nên chính sách này bị chỉ trích là thiếu dân chủ. Hội đồng xã thì do dân làng trực tiếp đề cử nhưng phải được quận trưởng thông qua.
Vào thời Đệ Nhất Cộng hòa, chính phủ còn dùng đơn vị Trung phần và Nam phần về mặt pháp lý và lập bốn Tòa Đại biểu Chính phủ cho bốn khu vực: 
1. Cao nguyên Trung phần (đặt ở Đà Lạt)
2. Duyên hải Trung phần (Huế)
3. Miền Đông Nam phần
4. Miền Tây Nam phần (Cần Thơ).[29]

## Ngoại giao

### Rút khỏi Liên hiệp Pháp
Ngay sau khi Hiệp định Genève 1954 được ký kết, lực lượng quân sự Pháp rút về phía nam vĩ tuyến 17 với tổng số lên đến 36.000 quân. Tuy đã nhìn nhận nền độc lập của Quốc gia Việt Nam, người Pháp vẫn nắm quyền ngoại giao và quốc phòng. Chính phủ của Thủ tướng Ngô Đình Diệm liền xúc tiến việc bàn giao thu hồi các cơ sở công cộng từ tay Cao ủy Pháp Paul Ely. Tháng Giêng, 1955 chính phủ nhận quyền quản lý thương cảng Sài Gòn. Cũng vào Tháng Giêng thì tướng Agostini trao quyền chỉ huy quân đội Quốc gia Việt Nam cho tướng Lê Văn Tỵ. Ngày 28 Tháng Tư năm 1956 Quân Pháp hoàn toàn triệt thoái khỏi Việt Nam.
Từ tháng 6 năm 1955 Ngô Đình Diệm đã yêu cầu giải thể Bộ Liên hiệp vì địa vị của Bộ này bị coi là lỗi thời khi Quốc gia Việt Nam đã giành độc lập. Sau đó chính phủ quyết định không gửi phái đoàn sang tham dự Nghị viện của Liên hiệp Pháp nữa. Đến tháng 1 năm 1956 thì Ngô Đình Diệm đòi Quân đội viễn chinh Pháp (Corps Expéditionaire) phải rút khỏi Việt Nam sau khi khám phá ra người Pháp đã ủng hộ lực lượng Bình Xuyên chống lại chính phủ. Ngoại trưởng Pháp Christian Pineau nhượng bộ và lực lượng Pháp hoàn toàn triệt thoái khỏi Việt Nam vào Tháng Tư năm 1956.
Tính đến năm 1960 thì 55 quốc gia công nhận chính phủ Việt Nam Cộng hòa.

### Chính sách đối ngoại
Chính sách đối ngoại không phải là mối bận tâm thường trực của Tổng thống Ngô Đình Diệm do ông phải dành nhiều công sức xử lý các vấn đề đối nội như củng cố chế độ, tái định cư cho dân tỵ nạn miền Bắc, khôi phục kinh tế, trấn áp các giáo phái, duy trì an ninh và chống cộng sản... Có những giai đoạn vấn đề đối ngoại được quan tâm mạnh mẽ xen lẫn với những thời điểm đối ngoại hoàn toàn bị lơ là. Điều này phụ thuộc vào nhu cầu giải quyết các vấn đề nội bộ của Việt Nam Cộng hòa. Ông và nội các của ông không có chính sách đối ngoại chuyên nghiệp. Diệm đánh giá thấp vai trò của ngoại giao đối với sự nghiệp của ông. Ông nắm bắt tốt các sự kiện trên thế giới nhưng không đánh giá đúng tầm quan trọng của chúng. Ông thờ ơ với việc các cường quốc nghĩ gì về Việt Nam Cộng hòa nhưng lại phản ứng mạnh với bình luận từ các nước khác và liên tục thăm dò để tìm ý nghĩa của các phát ngôn thường lệ nhất. Ông còn có khuynh hướng để các thành kiến và cảm xúc cá nhân xen vào quan hệ giữa Việt Nam Cộng hòa và các nước khác. Điều này ảnh hưởng nghiêm trọng đến quan hệ với Campuchia và do Diệm khinh thường Norodom Sihanouk và mở rộng quan hệ với Indonesia (cho đến khi Đệ Nhị Việt Nam Cộng hòa 1967-1975 thành lập). Các vấn đề được Việt Nam Cộng hòa đặc biệt quan tâm là hệ quả các Hiệp định Genève, 1954, sự rút lui của người Pháp, sự công nhận quốc tế, quan hệ với Mỹ và Campuchia. Trong mối quan hệ với Việt Nam Dân chủ Cộng hòa, Việt Nam Cộng hòa rơi vào tình thế tiến thoái lưỡng nan. Việt Nam Cộng hòa có những chính sách để giải quyết từng vấn đề ngoại giao đơn lẻ nhưng lại không có chính sách toàn diện định hướng cho nền ngoại giao Việt Nam Cộng hòa.
Việt Nam Cộng hòa đã nỗ lực xây dựng một cơ quan đối ngoại chuyên nghiệp và hiệu quả nhưng không thành công. Diệm và các ngoại trưởng Trần Văn Đỗ, Vũ Văn Mẫu đều không có tài ngoại giao. Việc tuyển dụng nhân sự làm việc tại Bộ ngoại giao gặp tình trạng con ông cháu cha. Các nhân viên ngoại giao tại nước ngoài không được đào tạo bài bản. Ngô Đình Diệm cố gắng đưa những người có năng lực làm đại sứ tại các nước quan trọng nhất nhưng về cơ bản lựa chọn của ông mang nặng cảm tính. Việc bổ nhiệm đại sứ ở những nước khác chỉ là cách gạt bỏ những người không được ưa thích. Vì vậy đại sứ quán Việt Nam Cộng hòa tại các nước trên thế giới đầy những chính trị gia, công chức, sĩ quan bị thất sủng. Mỗi người thực hiện nhiệm vụ theo cách riêng của mình với hướng dẫn chung chung từ Ngô Đình Diệm và Bộ ngoại giao. Chính vì thế Việt Nam Cộng hòa không thể nào thực hiện được một chính sách ngoại giao chuyên nghiệp để theo đuổi một chính sách quốc gia được tính toán kỹ lưỡng dù các nhà ngoại giao của chế độ này thật sự có năng lực. Đến cuối những năm 1960, cơ quan ngoại giao Việt Nam Cộng hòa vẫn vụng về và thiếu hiệu quả.

## Kinh tế

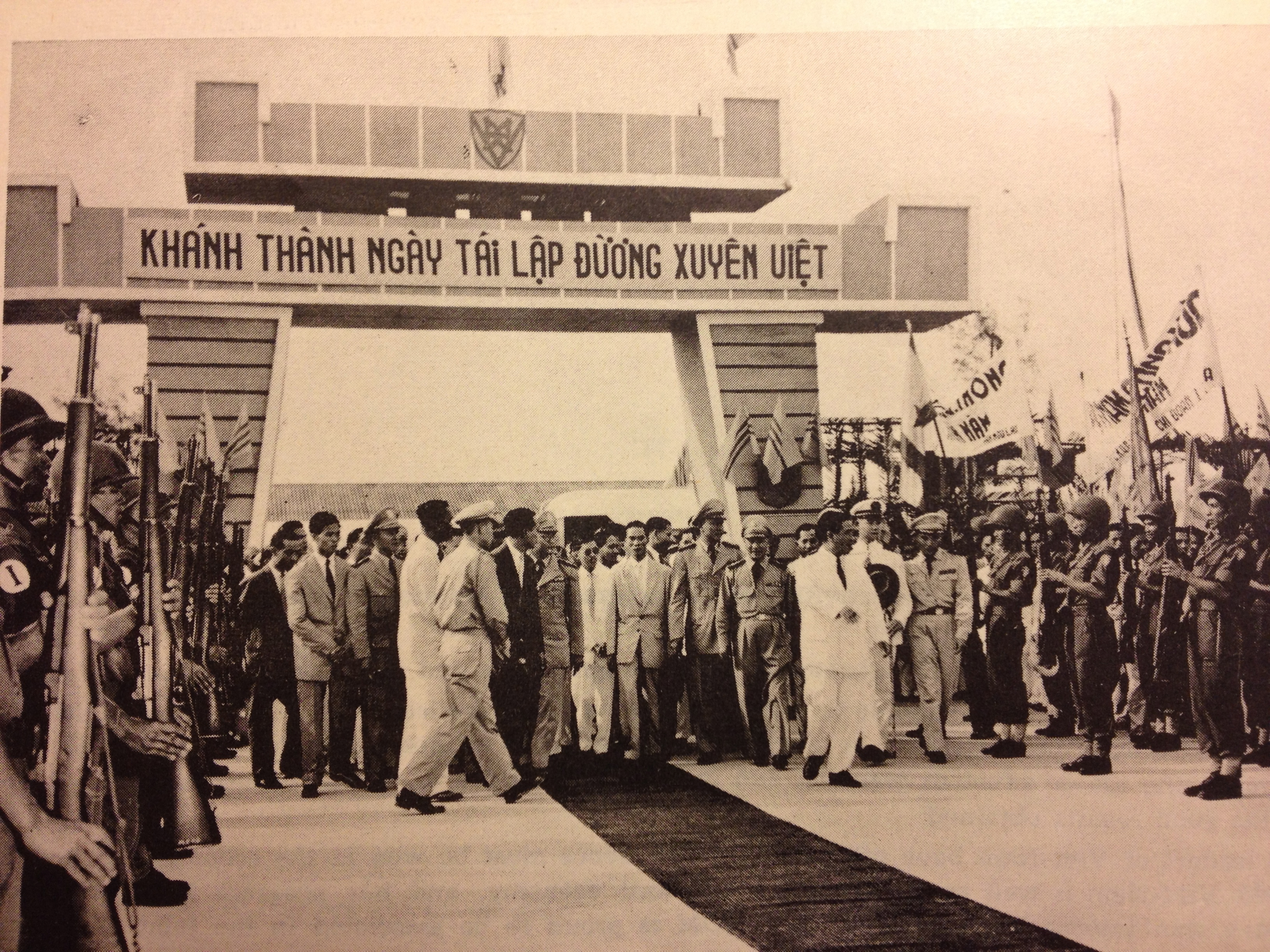
Khánh thành đường xe lửa tái thiết từ Đông Hà vào Sài Gòn ngày 7 Tháng 8, 1959

Chính phủ Đệ Nhất Cộng hòa đề ra ba ưu tiên kinh tế:
- Tái thiết hệ thống đường sắt phía nam vĩ tuyến 17,
- Phát triển đất canh tác,
- Cải cách điền địa.

### Giao thông
Đường sắt Xuyên Đông Dương đã làm xong từ năm 1936 nhưng đến thập niên 1950 thì đoạn đường phía nam vĩ tuyến 17, khoảng 1/3 đã bị hư hại vì chiến tranh, không sử dụng được. Còn lại là hai khúc từ Đông Hà vào Đà Nẵng và từ Sài Gòn ra Ninh Hòa. Việc tái thiết kéo dài bốn năm cho đến năm 1959 thì xe lửa mới chạy được suốt từ Sài Gòn ra Đông Hà, lần đầu tiên sau 12 năm gián đoạn. Số liệu năm 1959 cho biết hệ thống đường sắt chuyên chở 2.658.000 lượt khách và 440.000 tấn hàng hóa. Số lượng sau đó giảm nhiều vì tình hình an ninh.
Năm 1960 xây thêm đoạn đường sắt từ Chiêm Sơn đến An Hòa, mở rộng dự án phát triển khu kỹ nghệ hóa chất và điện lực An Hòa ở Quảng Nam.
Về mặt đường bộ thì chính phủ xúc tiến việc khai thông xa lộ Biên Hòa và tái thiết Quốc lộ 19 nối liền duyên hải Miền Trung và Cao nguyên Trung phần.

### Mở rộng đất canh tác & nông lâm nghiệp
Ngoài nỗ lực tái định cư gần một triệu đồng bào di cư từ miền Bắc chính phủ còn đẩy mạnh chính sách mở rộng đất canh tác qua kế hoạch Dinh điền chủ yếu chú trọng đến Cao nguyên Trung phần và khu vực Phước Long với 90 trung tâm phát triển ruộng đất được thành lập nhằm đưa dân từ miền duyên hải lên lập nghiệp. Từ năm 1957 đến 1961, chính phủ báo cáo đã định cư 210.000 người từ miền xuôi lên và khai hoang 89.000 hecta đất rừng. Bác sĩ thú y Phạm Văn Huyến đứng đầu Phủ Tổng ủy Dinh điền trông coi việc định cư.
Cao su tiếp tục là lâm sản chính, bao phủ 100.000 hecta, đạt sản lượng 77.000 tấn vào năm 1960. Trong khi đó nông sản chính là lúa gạo tăng mạnh từ 2,6 triệu tấn năm 1954 chỉ trong năm năm đạt 5 tấn vào năm 1959. Số lượng gạo xuất cảng năm 1959 là 340.000 tấn nhưng sau đó rút xuống 323.000 tấn (1963) rồi 49.000 tấn (1964) vì tình hình chiến tranh. Khi nền Đệ Nhất Cộng hòa sụp đổ thì miền Nam Việt Nam cũng bước sang giai đoạn phải nhập cảng gạo bắt đầu từ năm 1964.
Cũng trong phạm vi cải cách nông thôn, chính phủ đưa ra chương trình "Khu Trù mật" bắt đầu từ năm 1959. Sau năm 1960 khi Đảng Cộng sản Việt Nam phát động chiến tranh du kích nhằm lật đổ chính phủ thì chương trình "Ấp chiến lược" được chính thức áp dụng thay thế "Khu trù mật" kể từ 3 Tháng Hai năm 1962 nhằm thích ứng với tình hình chiến tranh và cô lập quân cộng sản.

### Công thương nghiệp
Thương nghiệp tại miền Nam sau thời Pháp thuộc phàn lớn nằm trong quyền kiểm soát của Hoa kiều. Vì vậy chính phủ cố tạo sức mạnh cho doanh nhân Việt bằng cách hạn chế quyền lợi của người Hoa. Đạo luật 53 cấm ngoại kiều (nhắm vào Hoa kiều) tham gia 11 nghề liên quan đến thóc gạo, điền địa, buôn bán thịt cá, than đá, dầu lửa, thu mua sắt vụn v.v. được ban hành vào Tháng Chín năm 1956 mặc dù đã làm xáo trộn kinh tế. Ngoài ra còn có lệnh trục xuất người Hoa nếu họ không chịu nhập quốc tịch Việt Nam. Tính đến năm 1961 thì trong số 1.000.000 Hoa kiều ở miền Nam chỉ còn 2.000 giữ Hoa tịch.
Ở Quảng Nam, chính phủ cho khai thác mỏ than Nông Sơn, đạt 57,813 tấn than năm 1960. Trước năm 1955 nhu cầu ở miền Nam cần nhập cảng 26.000 tấn than mỗi năm nên sau khi mỏ Nông Sơn đi vào hoạt động thì lượng than nhập cảng chấm dứt.

### Tiền tệ

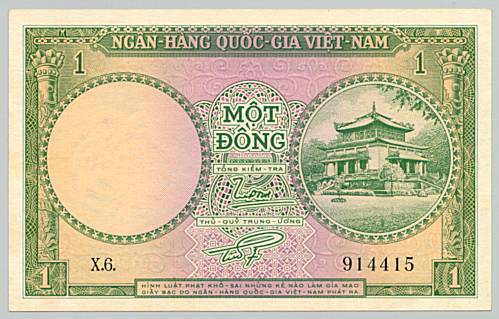
Tờ một đồng phát hành thời Đệ Nhất Cộng hòa.

Ngày 1 Tháng Giêng năm 1955 Ngân hàng Quốc gia Việt Nam, chính thức phát hành tiền tệ riêng, một biểu tượng của quốc gia độc lập. Trong thời kỳ 1955-62, có 16 loại tiền, chia làm ba kỳ, mệnh giá tiền giấy từ 1 đồng đến 500 đồng. Cũng trong thời gian đó Việt Nam Cộng hòa xúc tiến rút khỏi cộng đồng tiền tệ phụ thuộc vào đồng franc (zone franc). Giai đoạn này đến năm 1959 thì hoàn tất. Viện Hối đoái giữ vai trò quy định hối xuất giữa đồng bạc Việt Nam và các ngoại tệ.
Giá trị đồng tiền Việt Nam Cộng hòa sau đó gắn liền với đồng Mỹ kim với tỷ giá chính thức 35:1, tức la một đồng có giá trị USD 0,02857.

## Văn hóa & Xã hội

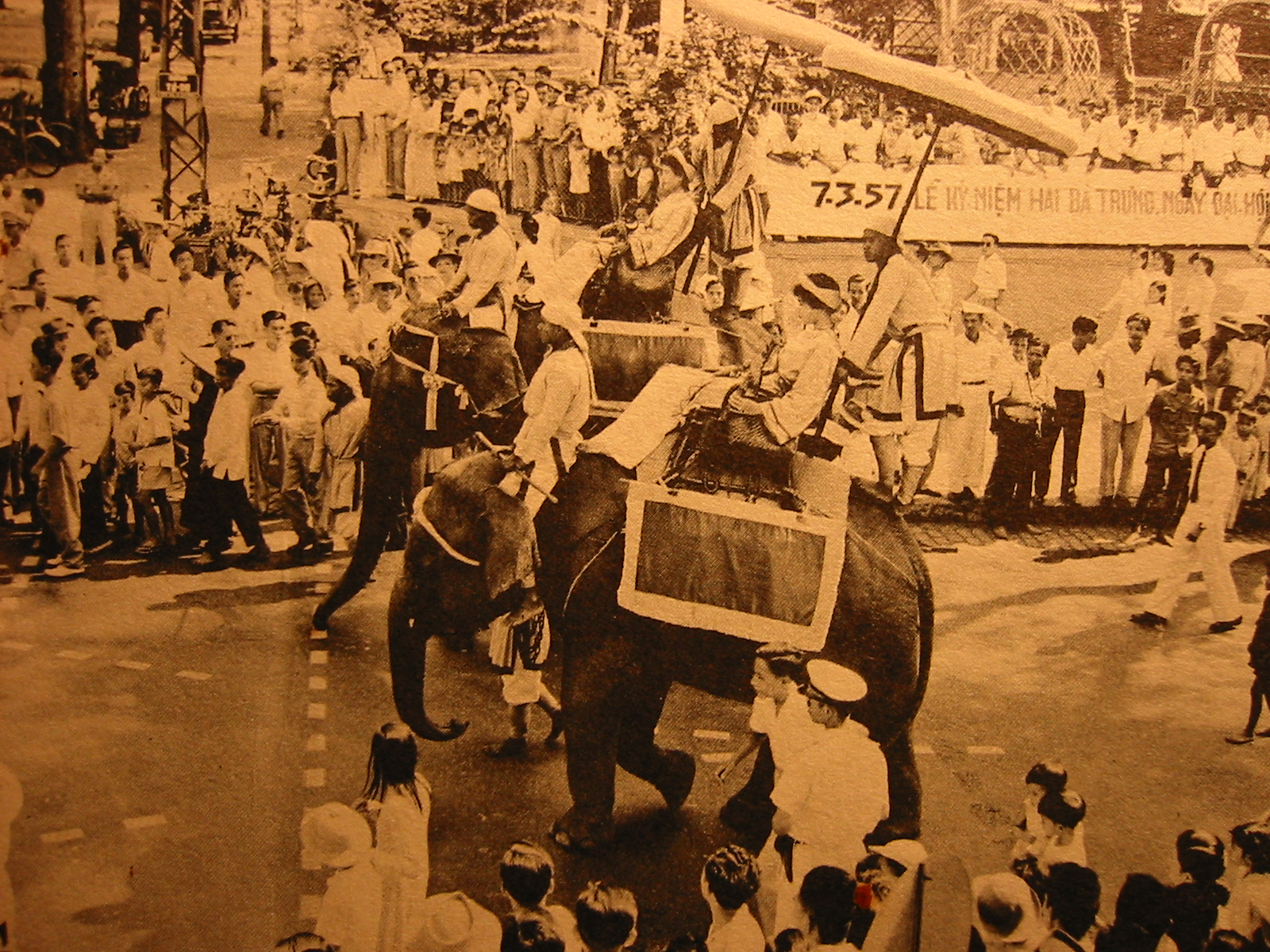
Voi diễn hành nhân ngày Lễ Hai Bà Trưng năm 1957

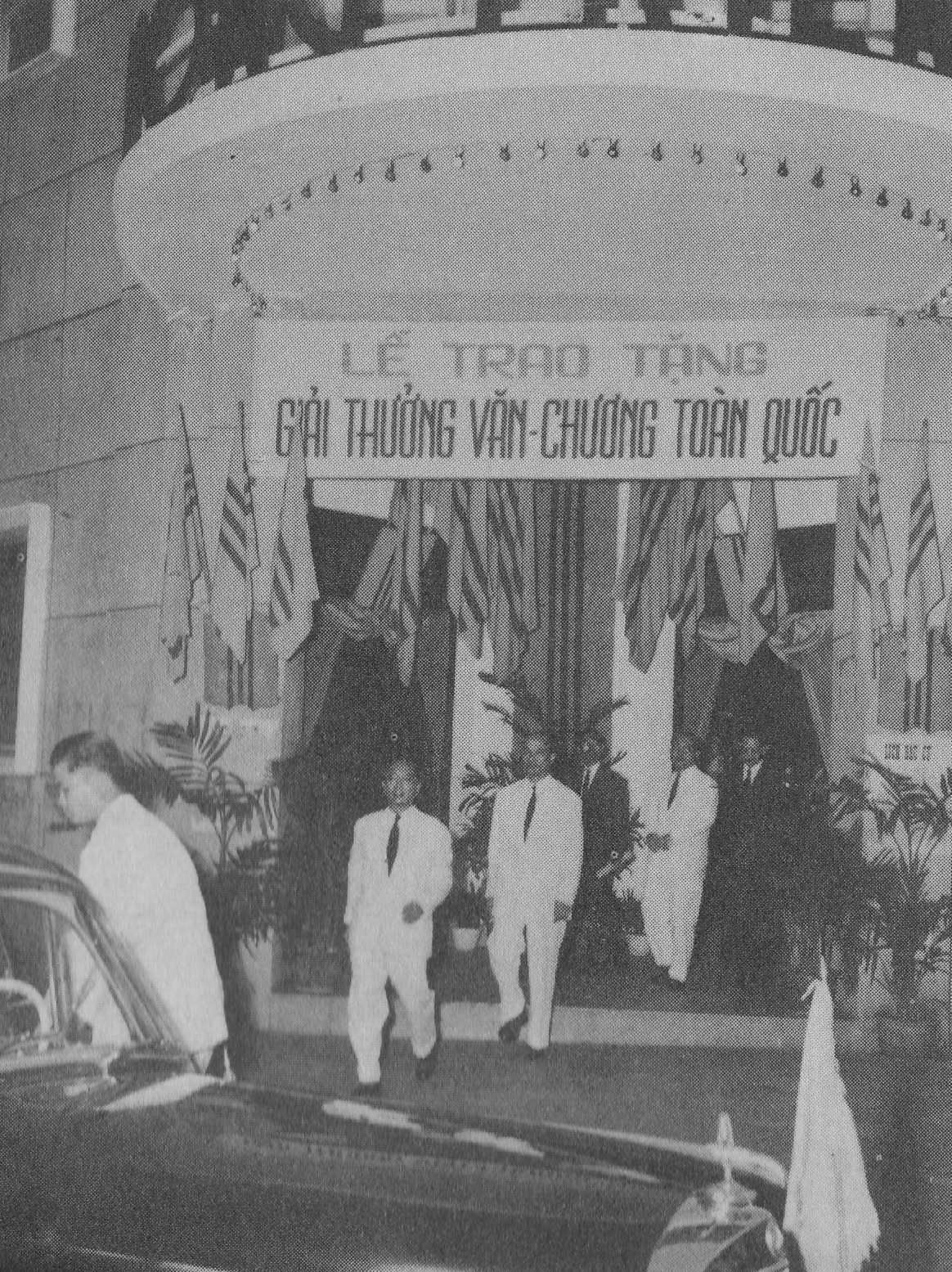
Buổi lễ giải thưởng Văn chương Toàn quốc, 1961

Ngay trong những năm tháng đầu tiên, chính phủ cho lập Bộ Thông tin và Thanh niên, thay thế Bộ Thông tin và Chiến tranh tâm lý để quảng bố đường lối của chính phủ ở trong nước. Về mặt văn hoá, chính phủ chủ trương dùng tiếng Việt trong tất cả các bảng hiệu ngoài đường phố và nhất là trong trường học, bất kể công hay tư lập, thay vì trước kia những trường của cộng đồng người Hoa hoàn toàn không dạy tiếng Việt. Những sinh ngữ khác bị liệt là ngoại ngữ theo giáo trình.
Cũng trong chiều hướng này ngoài phong trào đòi ngoại kiều, nhất là Hoa kiều, nhập quốc tịch Việt Nam, Tháng Tư năm 1957 thì Chính phủ xét rằng tất cả thẻ lý lịch ngoại quốc trở thành vô hiệu khiến bất cứ ai ngụ cư cũng phải chọn nhập tịch hoặc bỏ quyền lưu trú dài hạn ở Việt Nam.
Để đẩy mạnh tinh thần tự cường, bắt đầu từ năm 1955 ngày lễ Hai Bà Trưng được công nhận là một ngày lễ chính thức của quốc gia, thường có diễn hành rước voi từ Công trường Lam Sơn trước Quốc hội đến Dinh Độc Lập. Ngày 11 Tháng Ba, 1962 thì Chính phủ cho khánh thành tượng đài Hai Bà Trưng ở Công trường Mê Linh, Sài Gòn do kiến trúc sư Ngô Viết Thụ vẽ kiểu và điêu khắc gia Nguyễn Văn Thế tạc hình để vinh danh Hai Bà. Những ngày lễ khác là ngày quốc khánh, kỷ niệm ngày ban hành Hiến pháp vào 26 Tháng Mười 1956. Ba ngày 26, 27, 28 tổ chức đốt pháo. Ngoài ra thông tư Phủ Tổng thống cũng cho biết tổng thống sẽ mặc quốc phục gồm áo dài màu lam và khăn xếp màu đen vào những ngày đại lễ.
Năm 1957 thì hoàn tất Thư viện Quốc gia và Trung tâm Văn hóa ở Sài Gòn với dung tích chứa một triệu cuốn sách. Trung tâm văn hóa có ba thính đường: 1000, 500 và 200 chỗ ngồi. Việc xây cất cơ sở này được đề cao mặc dù ngân sách eo hẹp. Cũng năm đó khánh thành Viện Đại học Huế, trường đại học công lập thứ nhì của Việt Nam Cộng hòa.
Chính phủ cũng đẩy mạnh giáo dục ở trình độ đại học. Tổng số sinh viên đại học đạt 11.708 người vào niên khóa 1960-61. Ở Huế thì mở thêm Đại học Y khoa do chính phủ Canada trợ giúp qua Chương trình Colombo. Ở Sài Gòn thì lập phân khoa Dược khoa thuộc Viện Đại học Sài Gòn.
Thời Đệ Nhất Cộng hòa cũng đề ra một số đạo luật khá đặc biệt, trong đó đáng ghi nhận nhất là Luật Bảo vệ Gia đình và Luật Bảo vệ Luân lý. Luật Bảo vệ Gia đình do dân biểu Trần Lệ Xuân đề xướng vào cuối năm 1957 được ban hành Tháng Năm, 1958. Đạo luật này có hai điểm chính. Thứ nhất hôn nhân tại Việt Nam chỉ được có một vợ, một chồng, tức là hủy bỏ tục đa thê cũ. Thứ hai thì vợ chồng khi đã lập hôn thú thì hôn nhân đó không thể bị hủy bỏ trừ khi chính tổng thống cứu xét và cho phép. Vì vậy, luật này người dân thường gọi là "luật cấm ly dị". Ngoài ra đạo luật này chủ đích tạo cơ sở bình quyền nam nữ bằng cách cho người vợ được quyền mở trương mục ngân hàng, thừa kế và sở hữu tài sản riêng mà không phụ thuộc vào chồng.
Luật Bảo vệ Luân lý ban hành Tháng Sáu, 1962 cấm một số việc như chọi gà, đánh bạc, đấu quyền Anh, ngừa thai, phá thai, mại dâm, thi hoa hậu, bói toán và cả khiêu vũ. Điều cấm khiêu vũ gây nhiều chú ý vì luật không phân biệt người ngoại quốc hay người Việt và được báo chí Tây phương loan tải rộng rãi nên còn được giới bình dân gọi là "luật cấm nhảy đầm". Tuy nhiên theo quan điểm của chính quyền bấy giờ là cần giảm thiểu ảnh hưởng văn hóa hưởng thụ khi tiền viện trợ của Mỹ bắt đầu làm chao đảo đời sống của dân thị thành.
Ngành xuất bản thời kỳ này rất phát triển với nhiều ấn phẩm đa dạng diễn đạt nhiều luồng tư tưởng văn hóa như các tạp chí Sáng tạo, Văn hóa Ngày Nay, Bách khoa, Hiện đại, Nhân loại và Văn học. Các tờ báo Chính luận, Tự do, Ngôn luận, Sống, và Xây dựng thì chú trọng đến những tin chính trị và thời sự.

## Chính sách đối nội
Dưới thời Đệ Nhất Cộng hòa Đảng Cần lao Nhân vị do Ngô Đình Nhu chủ trương chiếm ưu thế trên chính trường.
Cùng với đảng Cần lao Nhân vị là tổ chức Phong trào Cách mạng Quốc gia dùng để điều khiển nhiều đoàn thể khác như Liên đoàn Công chức Cách mạng Quốc gia. Trần Chánh Thành nguyên là Quốc vụ Khanh được bổ làm Bộ trưởng Thông tin và Thanh niên, kiêm lãnh tụ Phong trào Cách mạng Quốc gia. Năm 1958 thì thành lập Đoàn Thanh niên Cách mạng hay còn gọi là Thanh niên Cộng hòa để đào tạo nhân sự thêm sâu rộng, nhất là ở các vùng nông thôn. Hội đoàn này tính đến năm 1960 đã đào tạo hơn 116.000 thành viên hoạt động ở miền quê. Thủ lãnh là Ngô Đình Nhu. Đối với phụ nữ thì có Phong trào Phụ nữ Liên đới cũng thành lập từ năm 1958 để vận động phái nữ. Thủ lãnh là Trần Lệ Xuân. Tính đến năm 1955 thì Đảng Cần lao có 10.000 đảng viên. Bốn năm sau thì con số đảng viên tăng lên thành 1.500.000.

### Đàn áp một số lực lượng đối lập
Chính phủ còn có những biện pháp cản trở và cấm đoán hoạt động của các đảng phái đối lập. Bắt đầu từ Tháng Bảy năm 1956 Bí thư Đảng Xã hội bị bắt giam. Nguyễn Thành Danh (bí thư Việt Nam Phục quốc Hội) cùng Trung úy Nguyễn Văn Phước, Trần Văn Ân, Nguyễn Hữu Than cũng bị kết tội thông đồng với lực lượng chống chính phủ. Mật khu Đảng Đại Việt và Việt Nam Quốc dân Đảng từ Quảng Trị xuống Phú Yên đều bị giải tán và nhân sự bị bắt giữ. Xứ trưởng Trung Việt của Đảng Đại Việt là Hà Thúc Ký bị bắt giam vì âm mưu ám sát Tổng thống Ngô Đình Diệm còn Nguyễn Tôn Hoàn phải lưu vong.

### Gia đình trị
Một cáo buộc về Tổng thống Đệ Nhất Cộng hòa là việc dung túng và trao quyền cho những người trong gia đình mà không có cơ chế gì để kiểm soát họ. Hậu quả là quyền lực tập trung vào một gia đình duy nhất, nhất là những nhân vật không có chức vị chính thức gì cả mà nắm nhiều quyền trong chính phủ. Cố vấn Ngô Đình Nhu và Ngô Đình Cẩn là hai người giữ vai trò chủ chốt tuy không có địa vị nào căn cứ theo Hiến pháp hiện hành lúc bấy giờ.

### Bầu cử Quốc hội khóa II năm 1959
Chiếu theo Hiến pháp 1956 thì cuộc bầu cử Quốc hội được tổ chức lần thứ nhì năm 1959 với 441 ứng cử viên đua nhau 123 ghế. Khối ủng hộ chính phủ chiếm 79% số phiếu và 89 ghế. Những khu vực thiếu an ninh nhất lại là những vùng ủng hộ chính phủ nhiệt thành nhất với 84% số phiếu trong khi Đô thành Sài Gòn tỷ số ủng hộ chính phủ rút xuống còn 42%. Một số sự kiện bất thường phải kể vụ ứng cử viên bác sĩ Phan Quang Đán, lãnh tụ khối Dân chủ và chủ nhiệm báo Thời luận. Ông đắc cử ở khu 2 Sài Gòn với 35.000 phiếu, đánh bại ứng cử viên của đảng Cần lao nhưng bị tòa kết tội hối lộ nên bị loại, không được nhậm chức..

### Bầu cử Tổng thống năm 1961
Tháng Tư năm 1961 Việt Nam Cộng hòa mở cuộc bầu cử tổng thống. Ba ứng cử viên chính nhập cuộc là Ngô Đình Diệm, Nguyễn Đình Quát, và Hồ Nhựt Tân. Kết quả với 75% cử tri đi bầu là liên danh Ngô Đình Diệm-Nguyễn Ngọc Thơ tái đắc cử với 88% số phiếu; liên danh Hồ Nhựt Tân-Nguyễn Thế Truyền 7%; và Nguyễn Đình Quát-Nguyễn Thành Phương 4%.

### Bầu cử Quốc hội khóa III năm 1963
Cuộc bầu cử Quốc hội khóa thứ III được tổ chứ vào ngày 27 Tháng Chín năm 1963 trong tình hình sôi động giữa chính phủ và khối Phật giáo. Trước đó ba tháng thượng tọa Thích Quảng Đức đã tự thiêu đế phản đối chính sách bất bình đẳng đối với Phật giáo. Trong số 6.809.078 cử tri toàn quốc thì 6.329.831 người đi bầu, tức là hơn 92%. Kỳ bầu cử đó Trần Lệ Xuân đại diện khu 4 tỉnh Long An tái đắc cử với 47.406 lá phiếu. Ngô Đình Nhu đại diện khu 1 tỉnh Khánh Hòa cũng tái đắc cử với 53.879 lá phiếu. Quốc hội khóa này chưa kịp nhậm chức thì cuộc đảo chính lật đổ tổng thống Ngô Đình Diệm xảy ra.

### Vấn đề Hoa kiều
Đối với Hoa kiều vốn bị liệt là ngoại kiều từ thời Pháp thuộc, chính phủ chủ trương ép họ hội nhập bằng những biện pháp kinh tế, văn hóa và pháp luật. Ai không đăng bộ nhập tịch công dân bị ép hồi hương.

### Chính sách chống Cộng
Chính phủ cũng phát động chiến dịch Tố cộng và Diệt cộng từ mùa hè năm 1955. Thành phần Việt Minh không tập kết ra Bắc bị đưa ra trước công chúng và bắt tự kiểm điểm để khước từ chủ nghĩa Cộng sản. Chiếu theo Điều 7 của Hiến pháp 1956 thì "những hành vi có mục đích phổ biến hoặc thực hiện một cách trực tiếp hay gián tiếp chủ nghĩa cộng sản dưới mọi hình thái đều trái với nguyên tắc ghi trong Hiến pháp" nên chính phủ càng dựa vào đó bắt giam những người tình nghi là Việt Minh hoặc hợp tác với cộng sản. Đạo luật 10/59 ban hành Tháng Năm, 1959 tăng mức hình phạt cho những ai liên hệ đến chủ nghĩa Cộng sản và mở thêm một hệ thống Tòa án Quân sự Lưu động để xử bị cáo. Trong thời gian từ năm 1954 đến năm 1960 thì có 48,250 người bị bắt giam vì tội danh "cộng sản".
Cũng trong thời kỳ đó bạo động khủng bố gia tăng với lực lượng Cộng sản sát hại nhiều giới chức địa phương. Năm 1959 có 193 vụ ám sát và đến năm 1960 đã tăng lên hơn 1.400 nạn nhân, biến vùng nông thôn miền Nam thành nơi nguy hiểm khó lường.

## Chính sách đối với miền Bắc
Đối với Việt Nam Dân chủ Cộng hòa, Ngô Đình Diệm tuyên bố ngày 6 Tháng Bảy, 1955 trên đài phát thanh không chấp nhận Tổng Tuyển cử vì Quốc gia Việt Nam đã không ký vào Hiệp định Genève nên không bị ràng buộc bởi điều lệ trong Hiệp định. Bên cạnh đó, chính quyền Ngô Đình Diệm cho rằng hiệp ước ngày 4 Tháng Sáu năm 1954—hơn một tháng trước Hiệp định Genève — giữa Thủ tướng Pháp Joseph Laniel và Thủ tướng Quốc gia Việt Nam Bửu Lộc mà theo đó Pháp đã công nhận sự độc lập hoàn toàn của Quốc gia Việt Nam nên Pháp không thể buộc chính phủ Việt Nam Cộng hòa thi hành những điều mà Quốc gia Việt Nam không ký sau khi đã được toàn quyền ứng xử. Tuy nhiên, trên thực tế, Hiệp ước Matignon bao gồm 2 hiệp ước con: Thứ nhất là Hiệp ước về việc Quốc gia Việt Nam độc lập trong Liên hiệp Pháp, hiệp ước thứ 2 là về vấn đề việc Quốc gia Việt Nam tồn tại trong Liên hiệp Pháp. Hiệp ước cần được ký chính thức để có hiệu lực nhưng Hiệp định Geneve diễn tiến quá nhanh và đã được ký vào ngày 21/7/1954. Do vậy, Hiệp ước Matignon không bao giờ được hoàn thành. Đặc biệt, khi Chính quyền của Thủ tướng Joseph Laniel đưa vấn đề trao trả độc lập cho Quốc gia Việt Nam thì bị Quốc hội Pháp kịch liệt phản đối. Thậm chí, theo sử gia Daniel Grandclément thì dù Hiệp ước này được hoàn thành thì Pháp cũng không hề trao trả toàn bộ nền độc lập cho Việt Nam. Một lý do khác nữa mà chính quyền Ngô Đình Diệm đưa ra để từ chối tổ chức Tổng Tuyển cử là vì họ cho rằng "không thể đảm bảo bầu cử tự do ở miền Bắc". Tuy nhiên, Clark Clifford đã dẫn các báo cáo của Ủy hội Quốc tế Kiểm soát Đình chiến cho biết: trong giai đoạn 1954-1956, họ chỉ nhận được 19 đơn khiếu nại về việc trả thù chính trị trên toàn lãnh thổ miền Bắc Việt Nam.
Theo Mortimer T. Cohen thì Ngô Đình Diệm không chấp nhận tổng tuyển cử, vì ông biết rằng mình sẽ thua. Không ai có thể thắng cử trước Hồ Chí Minh, vì ông là một George Washington của Việt Nam. Báo cáo của CIA gửi Tổng thống Mỹ Eisenhower cũng cho rằng khoảng 80% dân số Việt Nam sẽ bầu cho Hồ Chí Minh nếu mở cuộc tổng tuyển cử. Do vậy Hoa Kỳ đã hậu thuẫn Việt Nam Cộng Hòa để cuộc tuyển cử không thể diễn ra. Cuộc tổng tuyển cử tự do cho việc thống nhất Việt Nam vì vậy đã không bao giờ được tổ chức.
Dầu vậy ngày 20 Tháng Bảy, 1955 Phạm Văn Đồng gửi văn thư kêu gọi hiệp thương và phái Văn Tiến Dũng vào Sài Gòn để đàm phán. Phái đoàn tạm lưu tại Khách sạn Majestic nhưng bị Hội đồng Nhân dân Cách mạng tổ chức biểu tình chống đối phái đoàn dữ dội; khách sạn bị bao vây và phóng hỏa khiến Ủy hội Quốc tế Kiểm soát Đình chiến Đông Dương (International Control Commission, ICC) phải can thiệp để phái đoàn bay về Bắc an toàn. Việc hiệp thương với miền Bắc từ đó chấm dứt.
Theo Tuyên bố cuối cùng của Hiệp định Genève thì tổng tuyển cử ở cả hai miền được dự trù vào tháng 7 năm 1956 nhưng Tổng thống Ngô Đình Diệm bác bỏ mọi cuộc thảo luận sơ khởi vì nhiều lý do: Miền Bắc có dân số đông hơn miền Nam 2 triệu người (tính cả gần 1 triệu người miền Bắc di cư vào Nam). Hơn nữa, vào thời điểm 1955 – 1956, trước sự hỗn loạn bởi các giáo phái và do hoạt động bí mật của Việt Minh tại miền Nam, tình hình an ninh không khả quan. trong khi đó ở Miền Bắc cuộc Cải cách ruộng đất tại miền Bắc Việt Nam cũng tạo ra bầu không khí căng thẳng dẫn đến cuộc nổi dậy của nông dân tại các vùng lân cận Vinh. Tình hình bất ổn diễn ra ở cả hai miền khiến Ủy hội Quốc tế Kiểm soát Đình chiến Đông Dương không có hy vọng đảm bảo một cuộc bầu cử thật sự tự do trong đó cử tri có thể bỏ phiếu theo ý muốn mà không sợ bị trả thù chính trị.
Sau năm 1960 khi xung đột vũ trang giữa chính quyền Ngô Đình Diệm và Mặt trận Giải phóng Miền Nam Việt Nam bắt đầu bắt đầu leo thang thì quan hệ giữa chính quyền Ngô Đình Diệm với Việt Nam Dân chủ Cộng hòa càng thêm khó khăn. Đến năm 1962 thì tại Ủy hội Quốc tế Kiểm soát Đình chiến, hai phái đoàn Ấn Độ và Canada báo cáo rằng xung đột võ trang ở miền Nam do các lực lượng gửi vào từ miền Bắc đã vi phạm những điều cơ bản trong Hiệp định Genève khiến tình hình khó vãn hồi hòa bình giữa hai phe. Họ kêu gọi cơ quan thẩm quyền quốc tế can thiệp. Riêng phái đoàn Ba Lan bỏ phiếu chống và báo cáo rằng phong trào chống chính phủ là ở miền Nam vì chính sách thanh trừng những người Cộng sản của Việt Nam Cộng hòa. Phía Đảng Lao động Việt Nam cho rằng các hành động đàn áp và vi phạm Hiệp định của chính quyền Ngô Đình Diệm đã buộc họ phải hỗ trợ phong trào cách mạng tại miền Nam chuyển hướng từ đấu tranh chính trị đơn thuần sang đấu tranh chính trị kết hợp đấu tranh vũ trang và vì phía chính quyền Ngô Đình Diệm vi phạm Hiệp định trước nên họ phải hỗ trợ phong trào cách mạng tại miền Nam để trả đũa các hành vi vi phạm Hiệp định của chính quyền Ngô Đình Diệm.

## Liên kết
- Văn hóa và giáo dục tại miền Nam dưới thời ông Ngô Đình Diệm[liên kết hỏng]
- Hồ sơ mới giải mật: CIA và nhà họ Ngô: kỳ 1, kỳ 2, kỳ 3